# رقص اسکلت
رقص اسکلت (به انگلیسی: The Skeleton Dance) محصول سال ۱۹۲۹ میلادی فیلم کوتاه انیمیشن ساخته شده در کمپانی والت دیزنی، نخستین اثر از مجموعه انیمیشن‌های سمفونی احمقانه می‌باشد. این اثر به کارگردانی و تهیه کنندگی والت دیزنی ساخته شده‌است.

## یادداشت
1. ↑  Walt Disney Animation Studios (15 October 2015). "Silly Symphonies - The Skeleton Dance".